# Medalha Daniel Giraud Elliot
A Medalha Daniel Giraud Elliot (em inglês:  Daniel Giraud Elliot Medal) é concedida pela Academia Nacional de Ciências dos Estados Unidos "para trabalho meritório em zoologia ou paleontologia publicado em um período de três a cinco anos." Perenizando o nome do zoólogo Daniel Giraud Elliot, foi concedida a primeira vez de 1917.

## Laureados[1]
- 1917: Frank Chapman
- 1918: William Beebe
- 1919: Robert Ridgway
- 1920: Othenio Abel
- 1921: Bashford Dean
- 1922: William Morton Wheeler
- 1923: Ferdinand Canu
- 1924: Henri Breuil
- 1925: Edmund Beecher Wilson
- 1926: Erik Stensiö
- 1928: Ernest Thompson Seton
- 1929: Henry Fairfield Osborn
- 1930: George Ellett Coghill
- 1931: Davidson Black
- 1932: James Paul Chapin
- 1933: Richard Swann Lull
- 1934: Theophilus Painter
- 1935: Edwin Harris Colbert
- 1936: Robert Cushman Murphy
- 1937: George Howard Parker
- 1938: Malcolm Robert Irwin
- 1939: John Howard Northrop
- 1940: William Berryman Scott
- 1941: Theodosius Dobzhansky
- 1942: D'Arcy Wentworth Thompson
- 1943: Karl Lashley
- 1944: George Gaylord Simpson
- 1945: Sewall Wright
- 1946: Robert Broom
- 1947: John Patterson
- 1948: Henry Bryant Bigelow
- 1949: Arthur Cleveland Bent
- 1950: Raymond Carroll Osburn
- 1951: Libbie Hyman
- 1952: Archie Carr
- 1953: Sven P. Ekman
- 1955: Herbert Friedmann
- 1956: Alfred Sherwood Romer
- 1957: Philip Jackson Darlington
- 1958: Donald Griffin
- 1965: George Gaylord Simpson
- 1967: Ernst Mayr
- 1971: Richard Alexander
- 1976: Howard Ensign Evans
- 1979: G. Arthur Cooper e Richard E. Grant
- 1984: George Evelyn Hutchinson
- 1988: Jon Edward Ahlquist e Charles Sibley
- 1992: George C. Williams
- 1996: John Terborgh
- 2000: Geerat Vermeij
- 2004: Rudolf A. Raff
- 2008: Jenny Clack
- 2012: Jonathan B. Losos